# Ольга Петрова (актриса)
Ольга Петрова (англ. Olga Petrova, урождённая Мюриель Хардинг (англ. Muriel Harding ), 10 мая 1884 — 30 ноября 1977) — американская актриса и сценарист, уроженка Англии.

## Биография
Её дебют на большом экране состоялся в 1912 году в Российской империи в короткометражке «Уход великого старца», где она сыграла роль Софьи Андреевны Толстой. Вскоре она переехала в США, где продолжила актёрскую карьеру в водевилях. В 1914 году состоялся её американский кинодебют, и за последующие шесть лет она снялась почти в трёх десятках картин на студиях «Solax Studios» и «Metro Pictures», играя преимущественно роковых женщин. Большинство фильмов с её участием в настоящее время утеряны. Помимо этого Петрова выступила в качестве сценариста четырёх фильмов.
В 1918 году она ушла с большого экрана, но продолжила выступления на Бродвее. В 1920-е годы актриса гастролировала по США в составе одной из театральных трупп, а также написала несколько пьес. В 1942 году была опубликована её автобиография Butter With My Bread.
Актриса дважды была замужем, но детей у неё не было. Последние годы своей жизни она провела вместе с мужем во Флориде в городе Клируотер, где скончалась осенью 1977 года в возрасте 93 лет. Её вклад в американскую киноиндустрию отмечен звездой на голливудской «Аллее славы».

## Избранная фильмография
| Год  |     | Русское название          | Оригинальное название  | Роль                         |
| ---- | --- | ------------------------- | ---------------------- | ---------------------------- |
| 1912 | кор | Уход великого старца      | Уход великого старца   | Софья Андреевна              |
| 1916 | ф   | Вечный вопрос             | The Eternal Question   | Бьянка                       |
| 1916 | ф   | Экстравагантность         | Extravagance           | Норма Расселл                |
| 1916 | ф   | Чёрная бабочка            | The Black Butterfly    | Соня Смирнова / Мари         |
| 1917 | ф   | Ждущая душа               | The Waiting Soul       | Грейс Вон                    |
| 1917 | ф   | Душа Магдалины            | The Soul of a Magdalen | Элоиза Брулетт               |
| 1917 | ф   | До самой смерти           | To the Death           | Бьянка Силва                 |
| 1917 | ф   | Молчаливые продавцы       | The Silence Sellers    | Лора Сатфен                  |
| 1917 | ф   | Больше правды, чем поэзии | More Truth Than Poetry | Элейн Эсмонд / Вера Мейтленд |
| 1928 | ф   | Кира-Киралина             | Кира-Киралина          | мать Киры                    |